# Переведи её через Майдан
«Переведи её через Майдан» — российский пропагандистский многосерийный политический триллер.
Премьера многосерийного фильма состоялась 11 марта 2024 года на «Первом канале».

## Сюжет
Расследование ограбления крупного банка в Донецке выводит подполковника СБУ Игоря Мельника на верхние этажи политического руководства Украины. События происходят на фоне украинского Евромайдана и последовавших событиях в 2013—2014 годах.

## В ролях
Главные роли
| Актёр               | Роль                               |
| ------------------- | ---------------------------------- |
| Олег Назаров        | подполковник СБУ Игорь Мельник     |
| Виктория Соловьёва  | жена Рада                          |
| Ольга Зайцева       | Юлия Тимошенко                     |
| Александр Наумов    | Виктор Янукович                    |
| Алина Засобина      | советница Януковича Алина Никулина |
| Александр Тараньжин | отец Рады Корж                     |

Прочие роли
- Александр Лымарев
- Дмитрий Орлов
- Ольга Тимофеева
- Григорий Сиятвинда
- Дмитрий Ульянов
- Антон Афанасьев
- Борис Миронов
- Ян Ильвес
- Юлия Рутберг
- Евгений Кондратьев
- Владимир Довжик
- Самад Мансуров
- Георгий Энгельгарт

Консультантом телесериала указан Игорь Ботенко, который работал следователем следственного отдела ГУ МВД Украины в Киеве во время Евромайдана.

## Отзывы
- По мнению консультанта фильма Павла Данилина (автора документального сериала «Анатомия Майдана», 2023)[3], телесериал очень достоверный, «ориентирован на широкую аудиторию, именно поэтому он был снят»[4].
- Обобщая отзывы о фильме, обозреватель «Комсомольской правды» Екатерина Бурмистрова написала: «Из-за большого количества политических диалогов большинство отметило, что сериал больше подойдёт возрастной группе зрителей: молодым людям нужно больше экшна, движения и меньше диалогов со сложными репликами»[5].
- Дарья Семёненко, сайт meta.ua: «Сюжет сериала разворачивается на фоне Евромайдана, но то, что показывают зрителям, больше похоже на карикатуру, а не на правду»[6].
- Владимир Скачко (Украина.ру) в своей рецензии отмечает: «Оторопь до паралича мозга брала от того, КАК это было показано — прямолинейно, бездоказательно и в высшей степени бездарно. Даже с художественной, чисто киношной точки зрения. В сериале самыми правдивыми кадрами о главной трагедии Украины ХХI века, вызывающими безоговорочное доверие, были документальные съемки событий на площади (майдане) Независимости в Киеве.»[7]